# Jakub Kastelovič
Jakub Kastelovič (* 14. června 1995) je slovenský fotbalový obránce či záložník, od července 2015 působící v FK Slovan Duslo Šaľa. Mimo Slovensko působil v Česku.

## Klubová kariéra
Svoji fotbalovou kariéru začal v OFK Solčany, odkud v průběhu mládeže zamířil nejprve do MFK Topvar Topoľčany, a poté do FC Nitra. V roce 2012 se stal posilou českého týmu FC Slovan Liberec. Do A-týmu se nepropracoval. Hrál pouze za juniorský tým. V létě 2014 se vrátil do vlasti, když se upsal klubu TJ Spartak Myjava. Po roce přestoupil do FK Slovan Duslo Šaľa